# Sanjay Leela Bhansali
Sanjay Leela Bhansali, hind. संजय लीला भंसाली (ur. 24 lutego 1963 w Bombaju) – indyjski reżyser, scenarzysta i producent filmowy. Jeden z głównych twórców przebojów filmowych z Bollywood.

## Życiorys
Studiował reżyserię na Film and Television Institute of India oraz indyjski taniec klasyczny Odissi, dzięki czemu choreografia w jego filmach odgrywa kluczową rolę, łącząc gesty charakterystyczne dla tańca klasycznego z szerszymi zbiorowymi układami tańca ludowego.
Jego film Devdas (2002), prezentowany na 55. MFF w Cannes w sekcji pokazów pozakonkursowych, był pierwszym indyjskim obrazem w selekcji oficjalnej tej imprezy od czasu klasycznych filmów Satyajita Raya. Film ten jest szczytowym osiągnięciem właściwej indyjskiemu kinu spod znaku Bollywood konwencji masala movie.

## Filmografia
- Khamoshi: The Musical (1996, scenariusz i reżyseria)
- Prosto z serca (1999, scenariusz i reżyseria)
- Devdas (2002, scenariusz i reżyseria)
- Black (2005, scenariusz i reżyseria)
- Saawariya (2007, reżyseria i produkcja)
- Magik (2010, reżyseria, produkcja i scenariusz)
- 1942: A Love Story (scenariusz)
- Bajirao i Mastani (2015, reżyseria i produkcja)

## Nagrody i nominacje

### Nagrody Filmfare
- 2005 – Nagroda Krytyków Filmfare za Najlepszy Film – Black
- 2005 – Nagroda za najlepszy film i najlepszą reżyserię – Black
- 2002 – Nagroda za najlepszy film i najlepszą reżyserię – Devdas
- 1996 – Nagroda Krytyków Filmfare za Najlepszy Film – Khamoshi
- 2000 – nominacje do nagrody za najlepszy film i za najlepszą reżyserię – Hum Dil De Chuke Sanam
- 2000 – nominacje do nagrody za najlepszą historię i za scenariusz Hum Dil De Chuke Sanam

### International Indian Film Academy
- za najlepszy film 2000 roku – Hum Dil De Chuke Sanam

### nagroda ZEE CINE Award
- 2000 za najlepszą historię i najlepszą reżyserię – Hum Dil De Chuke Sanam

### Nagroda IFA
- 2006 nagroda za najlepszy film i najlepszą reżyserię – Black
- 2002 nagroda za najlepszą reżyserię – Devdas

### Time Magazine(Europa)
umieścił film Black na piątym miejscu na liście 10 najlepszych filmów 2005 roku na świecie